# 城新城隍庙
城新城隍庙，位于中华人民共和国山西省大同市广灵县壶泉镇城新村，已列为山西省文物保护单位。

## 保护
2021年8月4日，城新城隍庙由山西省人民政府公布为第六批山西省文物保护单位，编号6-53-3-10。